# 최승현 (1887년)
최승현(崔升鉉, 1887년 ~ 1953년)은 조선, 일제강점기, 대한민국 시기의 인물로 일제강점기 강원도 평강 지역의 면장을 지냈으며 최병규의 아버지이며 군인 최영섭의 조부이자 최재형 前 감사원장의 증조부이다.

## 생애
1887년 출생했으며 1904년부터 1906년까지 평강 공립소학교 부교원으로 재직했다. 이후 1918년 3월까지 조선총독부 기관지인 매일신보의 평강분국장을 지냈으며, 1918년부터 1936년까지 강원도 평강 지역의 면장을 지냈다고 한다.
1921년 강원도의 민심 수습을 위한 유도천명회(儒道闡明會) 평강지회 지회장을 지냈으며 해당 기사에 따르면 유도천명회는 유교를 바탕으로 조선인을 충량한 황국신민으로 만들기 위해 설립된 서울의 경학원과 긴밀한 관계에 있었다고 한다.
1932년 10월 1일 조선총독부 상훈국에 의해 국세조사기념장을 수여받았다.
최승현은 박재근(朴載根)의 딸인 밀양 박씨와 결혼하여 3남 4녀를 낳았으며 최병규는 그중 차남으로 태어났다. 이후 최승현은 1953년 사망하였다.

## 가족
- 아들: 최병규(崔秉圭, 1909년 ~ 2008년)
- 손자: 최영섭(崔英燮, 1928년 ~ 2021년)
- 증손자: 최재형